# Никола (Кировская область)
 Никола  — село в Яранском районе Кировской области, административный центр Никольского сельского поселения.

## География
Расположено на расстоянии примерно 12 км по прямой на северо-восток от города Яранск.

## История
Известно с 1717 года как «вновь построенное село Николаевское» с 4 дворами. В 1873 году здесь (село Никольское или Пиштаны) дворов 8 и жителей 120, в 1905 (село Пиштань или Никольское и рядом с ним одноименная деревня) 39 и 229, в 1926 (село Никольское или Пиштанское) 39 и 150, в 1950 (уже село Никола) 53 и 146, в 1989 350 жителей. В селе Покровская каменная церковь, построенная в 1822 году.

## Население
Постоянное население составляло 413 человека (русские 76%) в 2002 году, 325 в 2010.